# Hennersdorfi csata

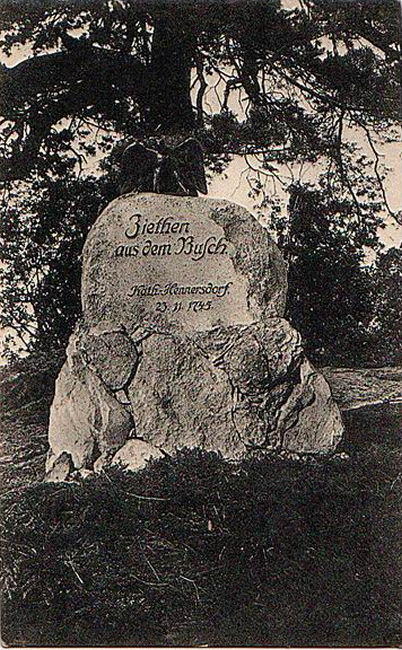
Hans Joachim von Ziethen tiszteletére állított emlékkő Hennersdorfnál

A hennersdorfi ütközet 1745. november 23-án zajlott le az Oberlausitzban található Laubantól 7 km-re északnyugatra lévő falunál. II. Frigyes porosz serege győzelmet aratott Buchner tábornok szász csapatai felett.

## A csata menete
1745. november 21-én osztrák seregek vonultak be Szászországba és egyesültek a szász erőkkel. Frigyest november 23-án tájékoztatták a bevonulásról Anselm Christoph von Bonin és Hans Karl von Winterfeldt tábornokok. Erre válaszul a porosz lovasság megtámadta a Hennersdorfnál (Katholisch-Hennersdorfnál) állomásozó szász ezredeket. A támadásban a „Ruesch” (1806: H 5) és (1806: H 2) „Ziethen” huszárezredek valamint a „Rochow” és „Bornstedt” vértesezredek vettek részt. Szász oldalon a „Vitzthum”, „O’Byrn” és „Dallwitz” vértesezredek valamint a „Sachsen-Gotha” gyalogezred vett részt a küzdelemben, melynek során mind teljesen felmorzsolódtak.
Lotharingiai Károly ez után nem állt ki már a számszerűleg is nagyobb porosz seregekkel szemben és visszavonult cseh területekre. A poroszok kezére kerültek a szász hadsereg feltöltött raktárai Görlitzben.

## Fordítás
- Ez a szócikk részben vagy egészben  a   Schlacht bei Hennersdorf című német Wikipédia-szócikk ezen változatának fordításán alapul.  Az eredeti cikk szerkesztőit annak laptörténete sorolja fel. Ez a jelzés csupán a megfogalmazás eredetét és a szerzői jogokat jelzi, nem szolgál a cikkben szereplő információk forrásmegjelöléseként.